# Laterale Führung
Die Laterale Führung (lat. latus „Seite“) umschreibt die Situation der Führung ohne direkte Weisungsbefugnis. Die Einflussnahme auf die Willensbildung und das Handeln innerhalb einer Organisation geschieht ohne direkte Hierarchiebeziehung. Aufgrund der unterschiedlichsten Organisationsformen in sozialen Gemeinschaften (wie es auch Unternehmen darstellen) sind Führungskräfte mit verschiedensten Führungssituationen konfrontiert, darunter die der lateralen Führung.

## Situationsklärung
Während die hierarchische Führung sich auf die disziplinarische Weisungsbefugnis berufen kann, beruht die laterale Führung überwiegend auf Vertrauen und Verständigung durch die Schaffung eines gemeinsamen Denkrahmens, um die möglichen unterschiedlichen Interessen der Beteiligten tragfähig zu verbinden. Die disziplinarische Weisungsbefugnis als Machtquelle fällt weg, es müssen andere Machtquellen wie z. B. das Expertentum oder die Informationskontrolle erschlossen und interne Machtspiele bewusst genutzt werden.

## Beispiel
Die Projektleitung oder das Geschäftsprozessmanagement stellen beispielsweise typische, laterale Führungssituationen dar, da dabei hierarchisch in etwa gleichgestellte Organisationsmitglieder zur zielorientierten Abarbeitung stellenübergreifender Aufgaben koordiniert und gesteuert werden müssen. Im Sport ist die Rolle des Mannschaftskapitäns oder Spielführers mit lateraler Führung konfrontiert. Hierarchisch gesehen genießt diese Person in einer Mannschaft keine Sonderstellung. Um jedoch einen positiven Einfluss auf das Team zu haben, stellen Faktoren wie das bereits angeführte Expertentum, aber auch beispielsweise Kommunikationsfähigkeit und Charisma wichtige Erfolgsfaktoren für die positive Ausführung der Führungsaufgabe dar.

## Konflikte
Laterales Führen in abteilungs- oder organisationsübergreifenden Situationen birgt immer ein gewisses Konfliktpotential. Ziel- und Interessenskonflikte der beteiligten Organisationseinheiten, aber auch unterschiedliche Denk- und Verhaltensweisen der beteiligten Personen können nicht ausgeschlossen werden. Im Projektmanagement beispielsweise stellt der Umgang mit Konflikten einen Hauptbestandteil in der Tätigkeit des Projektleiters dar. Organisationsintern reichen diese Situationen von Konflikten mit Abteilungsleitern aufgrund von Ressourcenbedarf („Du kannst meine Ressourcen für dieses Projekt nicht haben!“), bis hin zu Konflikten mit Teammitgliedern aufgrund von Aufgabendelegation („Du hast nicht die Befugnis, mir Aufgaben zu erteilen!“).

## Umgang
Es kommt folglich darauf an, ob die Führungskraft dieses Konfliktpotential erkennt und wie sie damit umgeht. Verständigungs-, Vertrauens- und Machtprozesse sind dabei die zentralen Mechanismen des lateralen Führens. Diese laufen in einer Organisation immer gleichzeitig parallel oder ergänzend, jedoch häufig im informellen Rahmen ab.
Konflikte müssen frühzeitig erkannt werden um Gegenmaßnahmen einleiten zu können und ohne dass in weiterer Folge großer Schaden entsteht. Dabei ist es wichtig, ohne Schuldzuweisungen zu agieren. Erfolgreiche Projektmanager sehen in der Konfliktlösung Aufgaben, welche Lernpotenzial und Chancen zur Verbesserung beinhalten.

## Zur Entwicklung des Konzeptes des lateralen Führens
In der Organisationsforschung wurde sehr früh bemerkt, dass in Unternehmen, Verwaltungen, Krankenhäusern oder Nichtregierungsorganisationen nicht nur hierarchische, sondern vielfach zur Seite gerichtete Führungsprozesse eine zentrale Rolle spielen. Mit dem Begriff der „lateralen Organisationsbeziehungen“ wurde ab den sechziger Jahren des zwanzigsten Jahrhunderts auch ein Begriff gefunden, mit dem diese Beziehungen jenseits von Hierarchien bezeichnet werden konnten.
In einer Vielzahl von Fallstudien wurde damals gezeigt, dass laterale Kooperationsbeziehungen ganz verschiedene Organisationstypen prägten. Für ein US-amerikanisches Textilunternehmen konnte beispielsweise nachgewiesen werden, dass ein großer Teil der Koordination auf lateraler Ebene stattfindet. Eine Studie über die Koordination von zwei Abteilungen einer Einrichtung der sozialen Hilfe konnte belegen, dass die Koordination trotz anderer formaler Anweisungen in der Regel ohne Einschaltung der Hierarchie ablief. Selbst für Armeen, eigentlich Prototypen hierarchisch strukturierter Organisationen, konnte aufgezeigt werden, dass bei komplexeren Anforderungen häufig auf laterale Koordinationsmechanismen gesetzt wird.
Die frühe theoretische Auseinandersetzung mit lateralen Kooperationsbeziehungen war geprägt durch den damals dominierenden Kontingenzansatz in der Organisationstheorie, in dessen Mittelpunkt die Suche nach der richtigen Passung zwischen Umweltbedingungen und Organisationsstruktur stand. Je vielfältiger das Umfeld der Organisation, je schneller die Veränderung von Märkten, von Wissensbeständen und politischen Rahmenbedingungen, desto stärker müssten Organisationen sich dezentralisieren, desto schwächer würden hierarchische Einwirkungsmöglichkeiten, und desto stärker würden sich laterale Kooperationsbeziehungen ausbilden.
Die Begrenzung des kontingenztheoretischen Ansatzes bestand darin, dass lediglich (teilweise empfehlende) Aussagen über die Anzahl und die Intensität lateraler Kooperationsbeziehungen getroffen werden konnten. Viel weiter als zur Aussage „Je komplexer die Umwelt, desto mehr Lateralität in der Organisation“ ist der Ansatz bei allen Bemühungen nie gekommen. Es mangelte offensichtlich an Einsichten, wie sich laterale Kooperationsbeziehungen ausbilden, welche Mechanismen in ihnen wirkten, und erst recht fehlte es an Ideen, wie man diese verändern kann.
Versuche, Laterales Führen für die organisatorische Praxis greifbar zu machen, setzten dann häufig primär an individuellen Empfehlungen für eine verbesserte Verhandlungsführung an. Das Motto war: „Verbessern Sie Ihre Fähigkeiten, sich als lateraler Führer in die Gruppe einzubringen, indem Sie Ihre persönlichen Fähigkeiten weiterentwickeln“. Die konkreten Handlungsempfehlungen kamen dann in Form von Leitsätzen wie „Beteiligen Sie Ihre Kollegen an der Planung von Veränderungen“, „Aufnahmebereit bleiben“, „Bitten Sie Ihre Kollegen, ihre Gedanken einzubringen“, „Stellen Sie echte Fragen“ oder „Bieten Sie Ihre Gedanken an“.
Der Paradigmenwechsel im Konzept des Lateralen Führens – und damit auch der Unterschied beispielsweise zu Kommunikationsseminaren, Präsentationstrainings oder Teamworkshops –  bestand darin, das Konzept stärker an Prozesse der Organisation anzubinden. Die am Lateralen Führen beteiligten Personen werden dabei als Rollenträger in der Organisation begriffen. Ihre Interessen und Denkgebäude sind – so die Annahme – vorrangig Ausdruck ihrer organisationalen Position, und das Konzept des Lateralen Führens muss deswegen konsequent an der organisationalen Eingebundenheit der „lateralen Führer“ ansetzen. Die drei Koordinationsmechanismen „Verständigung“, „Macht“ und „Vertrauen“ werden nicht als Persönlichkeitsmerkmale analysiert, sondern aus den beobachteten Organisationsstrukturen abgeleitet.

## Die drei Säulen der lateralen Führung
Nach Stefan Kühl gibt es drei Säulen der lateralen Führung. Diese stellen die einzelnen Mechanismen der Einflussnahme dar, die bei der lateralen Führung bedeutsam sind:
1. Verständigung: Alle beteiligten Personen müssen innerhalb eines gemeinsamen Denkrahmens auf einer Ebene kommunizieren können. Die lateral führende Person muss die Interessen ihres Gegenübers erörtern, um die eigenen Interessen mit diesen abgleichen zu können und so alte Denkmuster aufzubrechen. Wenn verschiedene Organisationseinheiten sich gleichzeitig von ihren alten Denkmustern lösen können, besteht so die Möglichkeit, neue gemeinsame Sichtweisen zu entwickeln.
2. Macht: Die lateral führende Person kann durch das Erzeugen von Machtspielen die Blockaden, entstanden durch eingefahrenen Denkmuster, überwinden und neue Handlungsmöglichkeiten eröffnen. Der Einfluss der führenden Person hängt davon ab, wie wichtig ihre Handlungen für ihr Gegenüber sind.
3. Vertrauen: Ein gegenseitiges Vertrauensverhältnis ist maßgeblich für die laterale Führung. Durch Vertrauensvorschüsse und gegenseitiges Erwidern dieser, kann sich ein langfristiges Vertrauensverhältnis zwischen der lateral führenden Person und ihrem Gegenüber einstellen.

In einer Organisation laufen die Prozesse von Verständigung, Macht und Vertrauen gleichzeitig ab und sind oftmals nicht eindeutig erkennbar. Die Prozesse können ineinandergreifen und sich so verstärken. Besteht zwischen Personen ein hohes Vertrauensverhältnis, so fällt auch die Verständigung untereinander leichter. Auf der anderen Seite können sich die Prozesse auch gegenseitig behindern. Seine eigenen Interessen mit Macht durchzusetzen fällt schwerer, wenn zu der anderen Person ein hohes Vertrauensverhältnis besteht.